# Sonja Steßl

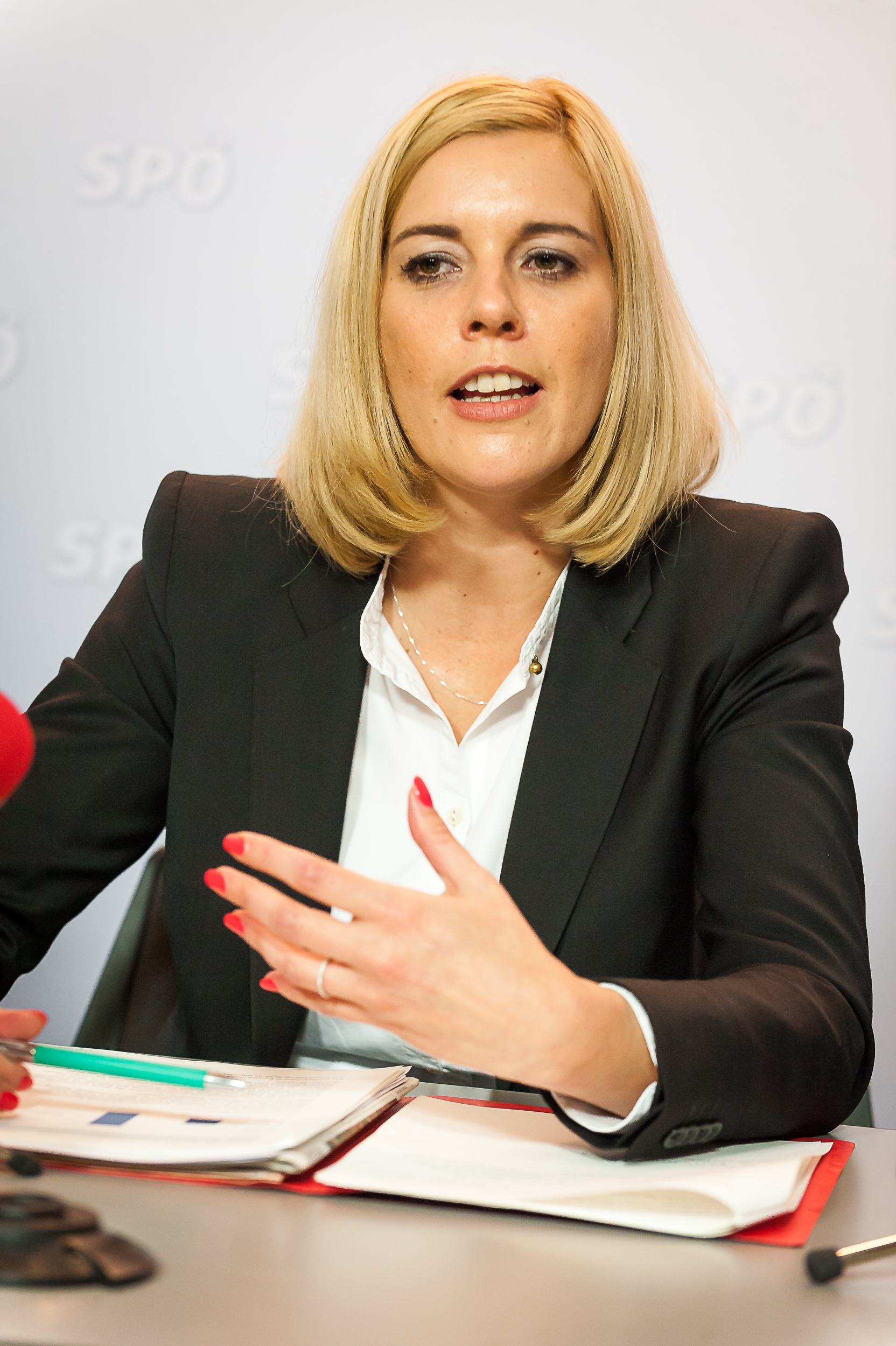
Sonja Brandtmayer 2014

Sonja Brandtmayer (* 25. Mai 1981 in Graz; bis 1. Oktober 2013 Sonja Steßl-Mühlbacher) ist eine österreichische Managerin und Politikerin (SPÖ). Sie war von September 2014 bis Mai 2016 die für Verwaltung und Öffentlichen Dienst zuständige Staatssekretärin im Bundeskanzleramt. Von Dezember 2013 bis September 2014 war sie Staatssekretärin im Bundesministerium für Finanzen. Darüber hinaus war sie von 2009 bis 2013 und kurzzeitig nach ihrem Ausscheiden als Staatssekretärin im Jahr 2016 Abgeordnete zum österreichischen Nationalrat. Seit 2016 ist sie für den Versicherungskonzern Vienna Insurance Group AG (Wiener Städtische) tätig, seit Juli 2018 ist Steßl Landesdirektorin in der Steiermark. Im Herbst 2019 wurde sie zum Mitglied des Vorstandes bestellt. Als Vorstandsdirektorin ist sie zuständig für den Verkauf im Privat- und Gewerbekundengeschäft sowie im Firmen- und Großkundengeschäft, weiters für die Landesdirektionen und die Zweigniederlassung Slowenien, für den Bereich Krankenversicherung sowie für Werbung, Marketing,  Kundenkommunikation, Digitalisierung und Onlinevertrieb.

## Ausbildung und Karriere
Sonja Brandtmayer besuchte die Volksschule in Feldbach von 1987 bis 1991 und danach von 1991 bis 1996 die Unterstufe des Bundesgymnasiums in Gleisdorf. Sie wechselte an das Bundesoberstufenrealgymnasium in Jennersdorf, wo sie im Jahr 2000 maturierte. Es folgte das Studium der Rechtswissenschaften an der Karl-Franzens-Universität Graz in den Jahren 2000 bis 2005 und der Abschluss als Magister iuris.
Ihr Gerichtspraktikum absolvierte sie am Oberlandesgericht Graz von 2005 bis 2006. Danach wurde sie Assistentin der Geschäftsführung bei der Joanneum Research Forschungsgesellschaft. Im Jahr 2008 wechselte sie ins Legal Department der Efkon AG. Von April 2009 bis Dezember 2013 arbeitete sie in der Abteilung für Unternehmensorganisation und Qualitätsmanagement der NanoTecCenter Weiz Forschungsgesellschaft.

## Politik
Ab 2006 war Sonja Brandtmayer für die SPÖ im Bezirk Feldbach (mittlerweile: Bezirk Südoststeiermark) tätig. Im März 2007 bekam sie einen Sitz im Präsidium der steirischen SPÖ-Landesorganisation. Nachdem Elisabeth Grossmann vom Nationalrat in die Steiermärkische Landesregierung gewechselt hatte, konnte Brandtmayer, die bei der Nationalratswahl in Österreich 2008 hinter ihr auf der Landesliste für die SPÖ gereiht gewesen war, nachrücken. Am 18. September 2009 wurde sie bei einer Sitzung des Parteivorstands der steirischen SPÖ für den Nationalrat vorgeschlagen.
Am 23. September 2009 wurde Brandtmayer als Nationalratsabgeordnete angelobt. Sie war bis Ende 2013 Mitglied des Justizausschusses, des Verfassungsausschusses und des Wissenschaftsausschusses des Nationalrats. Für die XXV. Gesetzgebungsperiode ab 29. Oktober 2013 wurde Brandtmayer zur Rechnungshofsprecherin des SPÖ-Klubs im Nationalrat ernannt.
Am 16. Dezember 2013 wurde Sonja Brandtmayer zur Staatssekretärin im nun von Michael Spindelegger geleiteten Bundesministerium für Finanzen angelobt und gehörte seitdem der Bundesregierung unter Werner Faymann (SPÖ) an. Als Finanzstaatssekretärin folgte sie Andreas Schieder (SPÖ) nach. Am 2. September 2014, eine Woche nach dem Rücktritt von ÖVP-Finanzminister und Vizekanzler Michael Spindelegger von allen Ämtern, wechselte sie als Staatssekretärin ins Bundeskanzleramt. Dort war sie vom Kanzler mit den Bereichen Verwaltung und Öffentlicher Dienst sowie unter anderem den Agenden E-Government und Strukturpolitik betraut worden. Sie war auf SPÖ-Seite auch für die innerkoalitionäre Verhandlung und Koordinierung („Spiegelung“) von Steuer-, Budget- und Finanzagenden zuständig.
Im Finanzministerium setzte Brandtmayer sich in ihrer Amtszeit unter anderem für eine Steuerreform sowie für eine Verschärfung des Instruments der Selbstanzeigen im Finanzstrafrecht ein, die seit 1. Oktober 2014 in Kraft ist. Weiters machte sie Vorschläge zur Verschärfung des Kampfes gegen Umsatzsteuerbetrug in Österreich durch Registrierkassenpflicht, Belegpflicht und Beleglotterie.
Im Juni 2014 sah sich Brandtmayer als Finanzstaatssekretärin Kritik ausgesetzt, da sie in einem Interview in der ZIB 2 trotz mehrmaliger Nachfrage des Moderators Armin Wolf nicht erklärte, wie das von der SPÖ befürwortete Modell einer „Millionärssteuer“ (Vermögenssteuer ab einem Nettovermögen über dem Freibetrag von einer Million Euro) konkret mit Prozentsätzen ausgestaltet werden solle, obwohl sie ein mögliches Steueraufkommen von bis zu 1,5 Milliarden Euro nannte. In einzelnen Medien sowie in sozialen Netzwerken wurden daraufhin Zweifel an ihrer fachlichen Kompetenz geäußert. Brandtmayer selbst argumentierte danach, dass sich die Koalitionspartner SPÖ und ÖVP bis dahin noch nicht auf ein Volumen einer Steuerentlastung (am 27. September 2014 erfolgte eine Einigung auf mindestens 5 Mrd. Euro) sowie auf Grundlagen der Gegenfinanzierung geeinigt hätten, daher es zu diesem Zeitpunkt wenig Sinn gehabt hätte, Details wie Prozentsätze zur Diskussion zu stellen. Die politischen Verhandlungen zu einer Steuerreform wurden im Dezember 2014 unter der Führung von Bundeskanzler Faymann und Vizekanzler Mitterlehner gestartet und mündete wie vereinbart am 17. März 2015 in einem Ministerratsbeschluss. Die von Brandtmayer mehrfach geforderte Registrierkassenpflicht als Maßnahme gegen Umsatzsteuerbetrug ist mit erwarteten Mehreinnahmen in Höhe von 900 Mio. Euro per anno ein wesentlicher Teil zur Gegenfinanzierung der Tarifentlastung im Umfang von 4,9 Mrd. Euro jährlich. Zu einer „Millionärssteuer“ sowie zu einer Wiedereinführung der Erbschafts- und Schenkungssteuer als Teile der Gegenfinanzierung verweigerte die ÖVP schließlich die Zustimmung.
Im Jänner 2015 initiierte Brandtmayer als für den öffentlichen Dienst des Bundes zuständige Staatssekretärin eine Systemumstellung im österreichischen Beamtendienstrecht, die Thematik der „Vorrückungsstichtage“ im Besoldungssystem betreffend. Die Änderung war notwendig geworden, nachdem der Europäische Gerichtshof die bisherige Regelung am 11. November 2014 aufgehoben hatte. Die laut Brandtmayer „budgetneutrale“ Neuregelung wurde am 21. Jänner 2015 im Nationalrat beschlossen. Daraufhin kam es zu österreichweiten Protesten der Richter und Staatsanwälte, die Einbußen im Lebensverdienst befürchteten. Nach der Zusage Brandtmayers, bis Jahresmitte 2015 noch „technische Anpassungen“ im Gesetz vorzunehmen, um allfällige Verluste auszugleichen, erklärten die Standesvertreter die Protestmaßnahmen am 25. Jänner 2015 für beendet.
Brandtmayer initiierte 2014 das Regierungsprojekt einer „Digital Roadmap“ für Österreich, ein entsprechendes Expertenpapier wurde im Februar 2016 gemeinsam mit ÖVP-Staatssekretär Harald Mahrer öffentlich präsentiert und zur Online-Diskussion.
Am 17. Mai 2016 wurde bekannt, dass Sonja Brandtmayer nicht mehr dem vom designierten Bundeskanzler Christian Kern neu gebildeten Regierungsteam angehört und in ihrer Funktion als Staatssekretärin von Muna Duzdar abgelöst wird. Von 19. Mai 2016 bis 30. Juni 2016 war Sonja Brandtmayer wiederum Abgeordnete zum Nationalrat. Im Juni 2016 wurde ihr Rückzug aus der Politik bekannt, wobei ihr Nationalratsmandat in der Folge wieder zurück an Klaus Uwe Feichtinger ging. Mit 1. Juli 2016 wechselte sie zur Wiener Städtischen Versicherung, wo sie ab 1. Oktober 2016 die Leitung der Krankenversicherung übernahm. Ab Juli 2018 war Brandtmayer Landesdirektorin der Wiener Städtischen Versicherung in der Steiermark, seit Dezember 2019 ist sie Vorstandsdirektorin für Vertrieb, Marketing, Werbung und die Zweigniederlassung Slowenien der Wiener Städtische Versicherung AG. Sie ist Aufsichtsrätin in der Flughafen Wien AG, der Gewista-Werbegmbh, der Museum Moderner Kunst sowie der Burgenland Energie AG (Stand 2023).